# Lista planetelor minore/185001–185100
Aceasta este Lista planetelor minore/185001–185100; pentru a naviga prin lista completă vezi Lista planetelor minore.
Pentru ale detalii vezi și Proiect:Astronomie sau Portal:Astronomie.
| Nume     | Denumire provizorie | Data descoperirii  | Locul descoperirii      | Descoperitor(i)        |
| -------- | ------------------- | ------------------ | ----------------------- | ---------------------- |
| 185001 - | 2006 PT6            | 12 august 2006     | Palomar                 | NEAT                   |
| 185002 - | 2006 PB7            | 12 august 2006     | Palomar                 | NEAT                   |
| 185003 - | 2006 PC9            | 13 august 2006     | Palomar                 | NEAT                   |
| 185004 - | 2006 PD9            | 13 august 2006     | Palomar                 | NEAT                   |
| 185005 - | 2006 PJ9            | 13 august 2006     | Palomar                 | NEAT                   |
| 185006 - | 2006 PD12           | 13 august 2006     | Palomar                 | NEAT                   |
| 185007 - | 2006 PV16           | 15 august 2006     | Palomar                 | NEAT                   |
| 185008 - | 2006 PE27           | 15 august 2006     | Palomar                 | NEAT                   |
| 185009 - | 2006 PO30           | 12 august 2006     | Palomar                 | NEAT                   |
| 185010 - | 2006 PR31           | 14 august 2006     | Siding Spring           | SSS                    |
| 185011 - | 2006 PM38           | 14 august 2006     | Palomar                 | NEAT                   |
| 185012 - | 2006 QJ3            | 17 august 2006     | Palomar                 | NEAT                   |
| 185013 - | 2006 QQ8            | 19 august 2006     | Kitt Peak               | Spacewatch             |
| 185014 - | 2006 QT17           | 17 august 2006     | Palomar                 | NEAT                   |
| 185015 - | 2006 QS21           | 19 august 2006     | Anderson Mesa           | LONEOS                 |
| 185016 - | 2006 QN25           | 18 august 2006     | Kitt Peak               | Spacewatch             |
| 185017 - | 2006 QU27           | 20 august 2006     | Palomar                 | NEAT                   |
| 185018 - | 2006 QY28           | 21 august 2006     | Kitt Peak               | Spacewatch             |
| 185019 - | 2006 QP29           | 17 august 2006     | Palomar                 | NEAT                   |
| 185020 - | 2006 QV33           | 23 august 2006     | Antares⁠(d)              | Antares Observatory⁠(d) |
| 185021 - | 2006 QB38           | 16 august 2006     | Siding Spring           | SSS                    |
| 185022 - | 2006 QY38           | 18 august 2006     | Anderson Mesa           | LONEOS                 |
| 185023 - | 2006 QV56           | 24 august 2006     | Socorro                 | LINEAR                 |
| 185024 - | 2006 QT59           | 19 august 2006     | Palomar                 | NEAT                   |
| 185025 - | 2006 QF61           | 21 august 2006     | Socorro                 | LINEAR                 |
| 185026 - | 2006 QV63           | 24 august 2006     | Palomar                 | NEAT                   |
| 185027 - | 2006 QP64           | 27 august 2006     | Kitt Peak               | Spacewatch             |
| 185028 - | 2006 QL68           | 21 august 2006     | Kitt Peak               | Spacewatch             |
| 185029 - | 2006 QG78           | 22 august 2006     | Palomar                 | NEAT                   |
| 185030 - | 2006 QW83           | 27 august 2006     | Kitt Peak               | Spacewatch             |
| 185031 - | 2006 QE87           | 27 august 2006     | Kitt Peak               | Spacewatch             |
| 185032 - | 2006 QX93           | 16 august 2006     | Palomar                 | NEAT                   |
| 185033 - | 2006 QZ115          | 27 august 2006     | Anderson Mesa           | LONEOS                 |
| 185034 - | 2006 QO118          | 27 august 2006     | Anderson Mesa           | LONEOS                 |
| 185035 - | 2006 QV119          | 28 august 2006     | Catalina                | CSS                    |
| 185036 - | 2006 QX119          | 28 august 2006     | Catalina                | CSS                    |
| 185037 - | 2006 QJ123          | 29 august 2006     | Catalina                | CSS                    |
| 185038 - | 2006 QU123          | 29 august 2006     | Anderson Mesa           | LONEOS                 |
| 185039 - | 2006 QG137          | 30 august 2006     | Vallemare di Borbona⁠(d) | V. S. Casulli⁠(d)       |
| 185040 - | 2006 QS137          | 29 august 2006     | Anderson Mesa           | LONEOS                 |
| 185041 - | 2006 QR144          | 21 august 2006     | Socorro                 | LINEAR                 |
| 185042 - | 2006 QF147          | 18 august 2006     | Kitt Peak               | Spacewatch             |
| 185043 - | 2006 QA153          | 19 august 2006     | Kitt Peak               | Spacewatch             |
| 185044 - | 2006 QW156          | 19 august 2006     | Kitt Peak               | Spacewatch             |
| 185045 - | 2006 QT168          | 30 august 2006     | Anderson Mesa           | LONEOS                 |
| 185046 - | 2006 RH4            | 12 septembrie 2006 | Catalina                | CSS                    |
| 185047 - | 2006 RQ4            | 12 septembrie 2006 | Catalina                | CSS                    |
| 185048 - | 2006 RS4            | 12 septembrie 2006 | Catalina                | CSS                    |
| 185049 - | 2006 RT4            | 12 septembrie 2006 | Catalina                | CSS                    |
| 185050 - | 2006 RL6            | 14 septembrie 2006 | Catalina                | CSS                    |
| 185051 - | 2006 RV7            | 12 septembrie 2006 | Catalina                | CSS                    |
| 185052 - | 2006 RH9            | 12 septembrie 2006 | Catalina                | CSS                    |
| 185053 - | 2006 RU17           | 14 septembrie 2006 | Palomar                 | NEAT                   |
| 185054 - | 2006 RA19           | 14 septembrie 2006 | Kitt Peak               | Spacewatch             |
| 185055 - | 2006 RP19           | 14 septembrie 2006 | Catalina                | CSS                    |
| 185056 - | 2006 RA22           | 15 septembrie 2006 | Catalina                | CSS                    |
| 185057 - | 2006 RH22           | 15 septembrie 2006 | Palomar                 | NEAT                   |
| 185058 - | 2006 RL23           | 12 septembrie 2006 | Catalina                | CSS                    |
| 185059 - | 2006 RY24           | 14 septembrie 2006 | Kitt Peak               | Spacewatch             |
| 185060 - | 2006 RW27           | 14 septembrie 2006 | Palomar                 | NEAT                   |
| 185061 - | 2006 RB28           | 14 septembrie 2006 | Kitt Peak               | Spacewatch             |
| 185062 - | 2006 RL30           | 15 septembrie 2006 | Kitt Peak               | Spacewatch             |
| 185063 - | 2006 RF31           | 15 septembrie 2006 | Kitt Peak               | Spacewatch             |
| 185064 - | 2006 RJ32           | 15 septembrie 2006 | Kitt Peak               | Spacewatch             |
| 185065 - | 2006 RO37           | 12 septembrie 2006 | Catalina                | CSS                    |
| 185066 - | 2006 RT43           | 14 septembrie 2006 | Kitt Peak               | Spacewatch             |
| 185067 - | 2006 RW43           | 14 septembrie 2006 | Kitt Peak               | Spacewatch             |
| 185068 - | 2006 RJ44           | 14 septembrie 2006 | Kitt Peak               | Spacewatch             |
| 185069 - | 2006 RQ45           | 14 septembrie 2006 | Kitt Peak               | Spacewatch             |
| 185070 - | 2006 RR50           | 14 septembrie 2006 | Kitt Peak               | Spacewatch             |
| 185071 - | 2006 RM55           | 14 septembrie 2006 | Kitt Peak               | Spacewatch             |
| 185072 - | 2006 RV57           | 15 septembrie 2006 | Kitt Peak               | Spacewatch             |
| 185073 - | 2006 RG59           | 15 septembrie 2006 | Kitt Peak               | Spacewatch             |
| 185074 - | 2006 RE60           | 15 septembrie 2006 | Kitt Peak               | Spacewatch             |
| 185075 - | 2006 RB62           | 12 septembrie 2006 | Catalina                | CSS                    |
| 185076 - | 2006 RZ69           | 15 septembrie 2006 | Kitt Peak               | Spacewatch             |
| 185077 - | 2006 RL71           | 15 septembrie 2006 | Kitt Peak               | Spacewatch             |
| 185078 - | 2006 RH72           | 15 septembrie 2006 | Kitt Peak               | Spacewatch             |
| 185079 - | 2006 RM72           | 15 septembrie 2006 | Kitt Peak               | Spacewatch             |
| 185080 - | 2006 RJ73           | 15 septembrie 2006 | Kitt Peak               | Spacewatch             |
| 185081 - | 2006 RT73           | 15 septembrie 2006 | Kitt Peak               | Spacewatch             |
| 185082 - | 2006 RN74           | 15 septembrie 2006 | Kitt Peak               | Spacewatch             |
| 185083 - | 2006 RU78           | 15 septembrie 2006 | Kitt Peak               | Spacewatch             |
| 185084 - | 2006 RR87           | 15 septembrie 2006 | Kitt Peak               | Spacewatch             |
| 185085 - | 2006 RG92           | 15 septembrie 2006 | Kitt Peak               | Spacewatch             |
| 185086 - | 2006 RP92           | 15 septembrie 2006 | Kitt Peak               | Spacewatch             |
| 185087 - | 2006 RA93           | 15 septembrie 2006 | Kitt Peak               | Spacewatch             |
| 185088 - | 2006 RD93           | 15 septembrie 2006 | Kitt Peak               | Spacewatch             |
| 185089 - | 2006 RF93           | 15 septembrie 2006 | Kitt Peak               | Spacewatch             |
| 185090 - | 2006 RQ97           | 15 septembrie 2006 | Kitt Peak               | Spacewatch             |
| 185091 - | 2006 RG99           | 15 septembrie 2006 | Kitt Peak               | Spacewatch             |
| 185092 - | 2006 RS99           | 12 septembrie 2006 | Catalina                | CSS                    |
| 185093 - | 2006 RV104          | 14 septembrie 2006 | Kitt Peak               | Spacewatch             |
| 185094 - | 2006 RD105          | 14 septembrie 2006 | Kitt Peak               | Spacewatch             |
| 185095 - | 2006 SS5            | 16 septembrie 2006 | Palomar                 | NEAT                   |
| 185096 - | 2006 ST5            | 16 septembrie 2006 | Palomar                 | NEAT                   |
| 185097 - | 2006 SB11           | 16 septembrie 2006 | Catalina                | CSS                    |
| 185098 - | 2006 SJ13           | 17 septembrie 2006 | Socorro                 | LINEAR                 |
| 185099 - | 2006 SK13           | 17 septembrie 2006 | Socorro                 | LINEAR                 |
| 185100 - | 2006 SY16           | 17 septembrie 2006 | Kitt Peak               | Spacewatch             |